# Jeadis Jeadi
Jeadis Jeadi (gr. Γεάδης Γεάδη; ur. 30 sierpnia 1984 w Nikozji) – cypryjski polityk, poseł do Parlamentu Europejskiego X kadencji.

## Życiorys
Kształcił się w zakresie informatyki, w 2020 uzyskał licencjat z nauk politycznych na Uniwersytecie Cypryjskim. Pracował jako technik, był zatrudniony m.in. w przedsiębiorstwie pocztowym i biurze podróży. Zaangażował się w działalność polityczną w ramach nacjonalistycznego Narodowego Frontu Ludowego (ELAM). Został pracownikiem parlamentarnym partii i jej rzecznikiem prasowym. W wyborach w 2024 uzyskał mandat eurodeputowanego X kadencji.